# هایک ناگل
هایک ناگل (به انگلیسی: Heike Nagel) (زادهٔ ۱۶ ژانویهٔ ۱۹۴۶) شناگر اهل آلمان است.